# 熱血!人情派コメディ しゃかりき駐在さん
『熱血!人情派コメディ しゃかりき駐在さん』（ねっけつ!にんじょうはコメディ しゃかりきちゅうざいさん）は、朝日放送（ABCテレビ）で2012年4月8日から2013年3月31日まで放送されたコント形式の公開バラエティ番組である。放送時間は毎週日曜日の12:00 - 12:55（日曜笑劇場枠。JST）。ハイビジョン制作、字幕放送を実施。

## 概要
大阪の大都会から少し離れた町・はなつき町にある駐在所を舞台に、近所に住む住民たちの問題や事件を解決していく人情コメディ。
本作は『花の駐在さん』（1978年4月6日 - 1984年10月7日放送、主演：桂三枝）・『さんまの駐在さん』（1985年4月7日 - 1986年10月5日放送、主演：明石家さんま）・『1、2、駐在さんダァ〜!!』（2002年10月6日 - 2004年3月28日放送、主演：石田靖）に続く「駐在さん」シリーズとして位置づけられており、『なにわ人情コメディ 横丁へよ〜こちょ!』（2004年10月3日 - 2008年3月30日放送）以来、6年ぶりの日曜笑劇場レギュラーとなるキングコングの西野亮廣が4代目駐在さんを演じる。この他、西野の相方・梶原雄太をはじめ、日曜笑劇場初レギュラーとなる月亭八光・内場勝則・宇都宮まきが脇を固め、当時NMB48に所属していた福本愛菜、高野祐衣（第13話よりレギュラー加入）が花を添える。八光は父・月亭八方が『さんまの駐在さん』で演じた役と同じ先輩警官役に挑戦し、第26話では八方との親子共演が実現した。また第10話からは脳動脈瘤で開頭手術を受け舞台復帰していた池乃めだかが『お笑いドクター24時!!〜はなさき診療所編〜』以来、2年ぶりにレギュラーに加入し、テレビ復帰を果たした。しかし視聴率低迷により、2013年3月末での当番組終了を機に『日曜笑劇場』を一時休止とし、2013年4月以降は、『プレミアムサンデー』に改めたうえで、1時間ドラマの再放送枠や特別番組枠を経て、2015年1月からは、吉本興業が制作に関わる旅バラエティ番組『ジモイチドライブ〜地元の一番でおもてなし旅〜』が放送されていた。
番組は5upよしもと（現・よしもと漫才劇場）で主に毎週木曜日に公開収録が行われていた。観覧はチケットよしもと・チケットぴあ・ローソンチケット・イープラスでチケットを販売する形式となるが、番組公式サイト内で観覧チケットプレゼントも行われていた。
前番組『ANNニュース』の終了テロップ表示時の5秒間、西野と梶原による「このあとは『しゃかりき駐在さん』、お楽しみに」という予告がコールドオープン（ジャンクション）として映されていた。
基本的にはコメディ形式でストーリーが進んでいくが、会話の途中のキーワードなどがきっかけでNMB48やAKB48の曲が流れだし、それに合わせて福本や高野がダンスを披露することがあった（梶原やゲスト出演者が乱入して一緒に踊りだすパターンもあった）。
制作局の朝日放送ではファミリーマートの一社提供で放送されており、そのため劇中登場するコンビニの「Five up Mart」のフォントや看板の色はファミリーマートと同一のものが使用された。後述するように、ファミリーマートからは番組タイアップ商品も発売されている。
2013年10月15日から17日の3日間、「熱血!人情派コメディ しゃかりき駐在さんリターンズ」としてなんばグランド花月でイベントを開催された。

## 出演者

### レギュラー
- 西野亮廣（キングコング） - 「はなつき駐在所」の駐在さん。内勤だったが、町の人々との触れ合いを求め、駐在所勤務を希望。熱血漢で正義感に溢れ、困った人が居れば全力で解決する。梶原とは高校時代の同級生で同じバスケ部に所属。酒を飲んだり、匂いを嗅いだだけで豹変し、敵味方関係なく鉄拳制裁を加えるほど酒癖が悪いが、本人にはその間の記憶がない（その際、その場にいるキャストのプライベートなどを暴露することがある）。整ったルックスの持ち主のためモテるのはモテるが、ぽっちゃりで強引な性格の署長の娘や市議員の娘(小学生)など、まともではない女性が大半。
- 梶原雄太（キングコング） - 特ダネを求めて走り回る新聞記者。厄介ごとに首を突っ込むトラブルメーカー。身軽で、はなつき駐在所の屋根や「Five up Mart」の2階（愛菜の部屋）によじ登ることがある。西野とは高校時代の同級生で同じバスケ部に所属。西野によると、高校時代は練習もせずに人の噂話ばかりしていたらしい。終盤の回では体の関節を鳴らして犯人に立ち向かうも、バキバキと連続して全身の骨が折れ、崩れるように倒れてしまっていた。最終話で海外転勤を命じられる。第37話はインフルエンザで休演したため、ウーイェイよしたか（スマイル）[注釈 5]が急遽同僚の新聞記者役を演じた。
- 月亭八光 - 西野の先輩警官。事なかれ主義で、すぐに仕事をさぼりたがり、夜は社長の接待ばかりしている。笑いすぎると、おならをする。また酔っ払うとボディタッチをするため、まきに迷惑がられている。私服がダサい。10年前に凶悪テロ組織・マングローブファミリーのボスを逮捕し、警視総監賞をもらったことがある。終盤の回では犯人説得のために『かあさんの歌』を歌うが、途中から歌詞やメロディーがあやふやになり、説得するはずの犯人が代わりに歌い直す羽目になったり、犯人ではなくその場にいる人が泣き出す流れになっていた。父親（月亭八方、第26話）は警察本部本部長。
- 内場勝則 - 「はなつき駐在所」の向かいにあるコンビニ「Five up Mart」はなつき店店主。妻に愛想尽かされ離婚して以来、男手一つで愛菜を育ててきた。元妻（未知やすえ、第20[注釈 6]・39話）はファッションデザイナーでフランスに在住。第35話ではコンビニ協会の会合で外出中に、そっくりなあほぼんの結婚詐欺師・外場負則（内場の二役）が登場した。学生時代にはバスケットボール部だった。最終回でコンビニを閉め、大学の近くで一人暮らしを始めようとしている愛菜を心配して一緒に付いて行こうとする[注釈 7]。
- 宇都宮まき - スナック「フラワームーン」のホステス。婚活中。第31話からは登場する時にギャグを披露したり、みんなから一斉に詰問されると大絶叫して周囲の人たちを気絶させる（同時に「はなつき駐在所」や「Five up Mart」が破壊される）設定が追加された。第36・39話では特技であるトランペットを披露した。最終回で、スナックを閉め町から出て行こうとした[注釈 7]。
- 福本愛菜（当時NMB48） - 内場の娘。「Five up Mart」の看板娘。西野や初対面の人への態度が横柄で、特に西野に関しては西野のプライベートやファッションなどを暴露する[注釈 8]がそのやり取りが一通り終わった後は普通に接したり、人質として囚われた際に西野から救われた時には素直に笑顔で感謝もする(また最終回にて西野から手紙を読み送られた時には本気で泣きそうになり上を向いていた)。タメ口を叩いた後に可愛く振る舞って舞台上の役者が全員コケるという、母親を彷彿とさせる設定が追加された。また、重大な事実を告げられた時にその直後は平然と振る舞い、間を置いて「イィィィィ―――ッ!」と叫ぶ父親譲りのネタを披露することもある。番組の開始初期では、あいにゃん波動砲を撃つと、西野に空砲を撃たれるのがお約束となっていた。最終回で大学の近くで祐衣とルームシェアを始めようとしていた[注釈 7]が、自宅から通学することにする。第36・38話はクレジットのみ。
- 池乃めだか（第10話 -）[2] - 工事現場でしばらく働いては金が貯まると、日本国内だけでなく世界中を旅する風来坊。梶原の顔見知りでもある。第36話ではドラムスの腕前を披露した。最終回で、はなつき町を出ようとした[注釈 7]。以前『こちらかきくけ公園前』に出演していた時と名前と服装が同じであるが、同一人物かは不明。
- 高野祐衣（当時NMB48）（第13話 -） - 愛菜の同級生。おっとりしていて、アイドルを目指している少女。「Five up Mart」でアルバイトしている。犯人やヤクザを集団でどつくシーンでは、薪雑端で思いっきり何度もどつく（止めに入った西野や八光に対してまでどつくこともある）。第35話では父親にそっくりな外場がまきに迫っている姿を見て「お父さんなんか死んだらいいのに」と言っていた愛菜のために、（本人曰く、生クリームとスポンジで）爆弾を作って「Five up Mart」を爆破した。最終回で大学の近くで愛菜とルームシェアを始めようとしていた[注釈 7]が、自宅から通学することにする。

### ゲスト
週替わりで5upよしもとZEROメンバー→煌〜Kirameki〜メンバーの芸人1組が出演。この他にも吉本芸人や吉本新喜劇座員をはじめ、タレント・俳優が出演することがある。

## スタッフ
- 作：久馬歩（ザ・プラン9）、三栗雅子、オパヤン、虎本剛（ステージタイガー）
- SW（スイッチャー）：世古章次・吉岡利晃（関西東通）
- CAM（カメラマン）：吉岡利晃・世古章次（関西東通）、杉本康弘、西良美和、林加奈子、當房尚子、柳川竜一、金原良之、田中宏国、河野直美、田中直橘、中西哲夫
- MIX（ミキサー）：岸本信夫・井上典子（関西東通）
- AUD：井上典子・永田幸子・岸本信夫・堀西匠・植田浩二（関西東通）
- VTR：大泉弘史、安田淳、十石英治、尾本雅泰、香山元、辻上祐介、伏見明修、西田英一、竹内好美、蒲池洋史
- LD（ライティングディレクター）：玉井克典
- SE（音効）：田口雅敏（戯音工房）
- VE（ビデオエンジニア）：高橋稔、平田泰一、大森善章、中嶋寛、虎城正仁、浜端俊介、磯見和彦、鈴木哲也、白根健太朗
- EED（ビデオ編集)：上田重樹（トラッシュ編集室）
- オープニングCG：井口和俊（スタジオB&M）
- 舞台監督：清水直人
- セットデザイン：野崎みどり
- 大道具：河野秀輝（つむら工芸）、野口武（VICTORY）
- 小道具：ハヤミチャン（すくらんぶる）
- 衣裳：大槻忠之（大槻衣裳）
- 靴：浪原正人（浪原靴店）
- メイク：MORE
- 協力：関西東通、東通企画、スタジオB&M、ウォークオン、トラッシュ、ちゅるんカンパニー、戯音工房、アーチェリー、つむら工芸、すくらんぶる、大槻衣裳、浪原靴店、CLiCK!、ソニ企画、ギミック
- 番組宣伝：佐藤有・川井真紀（朝日放送）
- 庶務：田村圭（朝日放送）
- FD（フロアディレクター）：安本浩太（東通企画）、松田真奈（よしもとクリエイティブ・エージェンシー）、諸正義彦、塚田沙弥子、高橋新吾
- D（ディレクター）：堀英一・山下浩司（朝日放送）、谷口仁則（ウォークオン）
- 演出：山下浩司・堀英一（朝日放送）、谷口仁則（ウォークオン）
- AP（アシスタントプロデューサー）：小林真未子（よしもとクリエイティブ・エージェンシー）
- P（プロデューサー）：奈良井正巳（朝日放送）、田井中皓介（よしもとクリエイティブ・エージェンシー）
- 制作協力：吉本興業
- 製作著作：朝日放送

## オープニングテーマ
- MOSAIC.WAV「Love Cheat!」

## 放送日程
『ほっとけ!3人組』同様、今作も話数の表記はない。
| 話数   | 放送日 （朝日放送） | 放送日 （テレビ朝日） | サブタイトル                                            | 作       | ゲスト |
| ------ | ------------------- | --------------------- | ------------------------------------------------------- | -------- | --- |
| 第1話  | 2012年4月8日        | 2012年4月28日         | 熱血駐在さんがやって来た!                               | 久馬歩   | すっちー、濱家隆一・山内健司（かまいたち）、今別府直之                                                                                                 |
| 第2話  | 2012年4月15日       |                       | クビ寸前! 新聞記者 梶原の秘策                           | 久馬歩   | 川原克己・瀬下豊（天竺鼠）、森田展義、新名徹郎 |
| 第3話  | 2012年4月22日       | 2012年5月26日         | この子どこの子 八光の子                                 | 三栗雅子 | 西森洋一・大林健二（モンスターエンジン）、西澤裕介・津田篤宏（ダイアン）、中條健一、前田まみ                                                           |
| 第4話  | 2012年4月29日       |                       | 愛菜が不良に!? 父と娘の七日間戦争                       | 久馬歩   | 田崎佑一・トキ（藤崎マーケット）、野村尚平・河野良祐（プリマ旦那）                                                                                     |
| 第5話  | 2012年5月6日        | 2012年6月22日         | 西野♥二股疑惑の真相!?                                   | 久馬歩   | 桂きん枝、小出水・てつじ（シャンプーハット）、山本奈臣実                                                                                               |
| 第6話  | 2012年5月13日       | 2012年6月22日         | 王子が街にやって来た! 〜西野怒りの鉄拳〜                | 久馬歩   | すっちー、後藤淳平・福徳秀介（ジャルジャル）、野村尚平・河野良祐（プリマ旦那）、松浦真也、佐藤太一郎、音羽一憲                                         |
| 第7話  | 2012年5月20日       |                       | 少女に迫る甘いワナ あいにゃん、さらわる!                | 久馬歩   | 西森洋一・大林健二（モンスターエンジン）、山口夕輝・島田玲奈（NMB48）、マイコ（ビタミンS）、ぢゃいこ                                                   |
| 第8話  | 2012年5月27日       |                       | 逃亡者カジワラ                                          | 三栗雅子 | 濱家隆一・山内健司（かまいたち） |
| 第9話  | 2012年6月3日        |                       | 奇跡の人!? マジシャン八光誕生!                          | 久馬歩   | 浜本広晃・白川悟実（テンダラー）、村本大輔・中川パラダイス（ウーマンラッシュアワー）、平山昌雄                                                         |
| 第10話 | 2012年6月10日       |                       | 恋は爆発寸前!? 西野の酔拳ふたたび                       | 久馬歩   | 松村邦洋、瀬戸洋祐・ウーイェイよしたか（スマイル）、佐藤太一郎                                                                                         |
| 第11話 | 2012年6月17日       | 2012年7月21日         | 恐怖? 猫型ウイルスの襲来!                               | 久馬歩   | 鰻和弘・橋本直（銀シャリ）、安井まさじ、平山昌雄、伊賀健二                                                                                             |
| 第12話 | 2012年6月24日       | 2012年8月3日          | 美女占い師 的中率100%のナゾ                             | 三栗雅子 | 福田彩乃、川原克己・瀬下豊（天竺鼠）、島田一の介、野村尚平・河野良祐（プリマ旦那）、音羽一憲                                                           |
| 第13話 | 2012年7月1日        | 2012年8月17日         | 催眠は恋のはじまり                                      | オパヤン | 田崎佑一・トキ（藤崎マーケット）、浅香あき恵、すっちー、松浦真也、ぢゃいこ                                                                             |
| 第14話 | 2012年7月8日        | 2012年8月24日         | 嘘つきは事件のはじまり                                  | 久馬歩   | 山崎邦正、濱家隆一・山内健司（かまいたち）、島田珠代、平山昌雄                                                                                         |
| 第15話 | 2012年7月15日       | 2012年8月24日         | 万事休す! 狙われた西野                                  | 三栗雅子 | 田中一彦・武智正剛（スーパーマラドーナ）、太田芳伸、野村尚平・河野良祐（プリマ旦那）、十田卓・西手隼人（十手リンジン）、駒場孝・内海崇（ミルクボーイ） |
| 第16話 | 2012年8月5日        | 2012年9月16日         | マル秘手帳が招く危機! 駐在・八光 最後の日?!             | 久馬歩   | 藤本敏史・原西孝幸（FUJIWARA）、鰻和弘・橋本直（銀シャリ）、音羽一憲、太田芳伸                                                                         |
| 第17話 | 2012年8月12日       |                       | ここはどこ? 私は殺し屋?                                 | オパヤン | ミッツ・マングローブ、田崎佑一・トキ（藤崎マーケット）、すっちー                                                                                       |
| 第18話 | 2012年8月19日       | 2012年9月23日         | 夏だ! 恋だ! 幽霊だ!                                     | 三栗雅子 | 中川貴志（ランディーズ）、村本大輔・中川パラダイス（ウーマンラッシュアワー）、島田一の介                                                               |
| 第19話 | 2012年8月26日       |                       | 梶原に恋人!? 恋のドッキリ大作戦!                        | 虎本剛   | ちすん、濱家隆一・山内健司（かまいたち） |
| 第20話 | 2012年9月2日        |                       | 波乱の予感! 内場家の母 登場!                            | 久馬歩   | 未知やすえ、瀬戸洋祐・ウーイェイよしたか（スマイル）、音羽一憲                                                                                         |
| 第21話 | 2012年9月9日        | 2012年9月21日         | 恋する強盗?! イケメン大騒動!                            | 久馬歩   | 徳井義実・福田充徳（チュートリアル）、西方凌、瀬戸洋祐・ウーイェイよしたか（スマイル）、佐藤太一郎                                                     |
| 第22話 | 2012年9月16日       | 2012年10月26日        | はなつきラーメン戦争!                                   | 三栗雅子 | 博多華丸・博多大吉（博多華丸・大吉）、DaiGo、青野敏行、中川貴志（ランディーズ）                                                                        |
| 第23話 | 2012年9月23日       |                       | 101回目のプロの技                                       | オパヤン | 島田珠代、田中一彦・武智正剛（スーパーマラドーナ）、佐藤太一郎                                                                                         |
| 第24話 | 2012年9月30日       | 2012年10月27日        | ヒーローショーがやってきた!                             | 久馬歩   | クリス松村、川原克己・瀬下豊（天竺鼠）、清水けんじ、南慶人、三澤瑠斗、村上凛                                                                           |
| 第25話 | 2012年10月7日       |                       | アホ襲来! 西野 殉職の危機!                              | 虎本剛   | 坂田利夫、瀬戸洋祐・ウーイェイよしたか（スマイル） |
| 第26話 | 2012年10月14日      |                       | 父来たる? 目指せインターポール                          | 三栗雅子 | 月亭八方、すっちー、帯谷孝史、四条和也・奥田修二（学天即）                                                                                             |
| 第27話 | 2012年10月21日      | 2012年11月2日         | 来るもの拒まず!? まきと4人の男たち                      | 久馬歩   | 山崎邦正、浅香あき恵、佐藤太一郎、田中一彦・武智正剛（スーパーマラドーナ）、野村尚平・河野良祐（プリマ旦那）                                           |
| 第28話 | 2012年10月28日      |                       | 星蘭を救え! 真っ白な母娘の愛!                           | 虎本剛   | 小林星蘭、末成由美、鰻和弘・橋本直（銀シャリ）、駒場孝・内海崇（ミルクボーイ）、松浦周作・石倉智喜（マドンナ）                                         |
| 第29話 | 2012年11月11日      | 2012年12月7日         | 壮絶!はなつき町 バトルロワイヤル!!                      | 久馬歩   | 池田一真・村上純（しずる）、後藤淳平・福徳秀介（ジャルジャル）、駒場孝・内海崇（ミルクボーイ）、青野敏行                                               |
| 第30話 | 2012年11月25日      | 2012年12月28日        | 犯人は誰だ!? 三千万円の皿 割れる!                       | 三栗雅子 | 濱家隆一・山内健司（かまいたち）、烏川耕一 |
| 第31話 | 2012年12月9日       | 2012年12月21日        | 内場に隠し子発覚で 大騒動!                              | 久馬歩   | 島田珠代、武山浩三・斉藤慎二・太田博久（ジャングルポケット）、四条和也・奥田修二（学天即）、帯谷孝史                                                   |
| 第32話 | 2012年12月16日      |                       | “百獣の王”直伝! 駅伝必勝法                              | 三栗雅子 | 亘健太郎・村上健志（フルーツポンチ）、川原克己・瀬下豊（天竺鼠）、武井壮、エリック                                                                     |
| 第33話 | 2012年12月23日      |                       | 恋のプレゼント!? クリスマスの奇跡!!                     | 久馬歩   | 西山茉希、村本大輔・中川パラダイス（ウーマンラッシュアワー）、島田一の介、青野敏行                                                                     |
| 第34話 | 2013年1月13日       | 2013年1月18日         | なんてったってアイドル! 愛菜と祐衣がデビュー!?          | 久馬歩   | 具志堅用高、四条和也・奥田修二（学天即）、佐藤太一郎、安井まさじ                                                                                       |
| 第35話 | 2013年1月20日       |                       | 内場店長にそっくり?! あほぼん騒動                       | 三栗雅子 | 小森純、濱家隆一・山内健司（かまいたち） |
| 第36話 | 2013年1月27日       | 2013年2月1日          | ファンキー坊さん、大暴走!                               | 久馬歩   | 川島邦裕・ロッシー（野性爆弾）、四条和也・奥田修二（学天即）、佐藤太一郎、和田友徳・町田星児（ヘッドライト）                                           |
| 第37話 | 2013年2月3日        | 2013年3月1日          | あたりまえ♪ オニが出てくるのはあたりまえ♪               | 三栗雅子 | 山田與志・多田健二（COWCOW）、瀬戸洋祐・ウーイェイよしたか（スマイル）、秋山賢太・山名文和（アキナ）                                                   |
| 第38話 | 2013年2月10日       |                       | バレンタインパニック! 西野最悪の一日                    | 虎本剛   | ボビー・オロゴン、浜本広晃・白川悟実（テンダラー）、田中一彦・武智正剛（スーパーマラドーナ）、秋山賢太・山名文和（アキナ）                             |
| 第39話 | 2013年2月17日       |                       | やすえ再び! 内場家に嫁が帰ってきた!                     | 久馬歩   | 未知やすえ、川原克己・瀬下豊（天竺鼠）、内海崇（ミルクボーイ）、稲田都亜、村上凜、三澤瑠斗                                                             |
| 第40話 | 2013年2月24日       | 2013年3月8日          | 駐在さん・オブ・ザ・デッド 〜はなつき町にゾンビの大群〜 | 久馬歩   | HG・RG（レイザーラモン）、鰻和弘・橋本直（銀シャリ）、秋山賢太・山名文和（アキナ）、石山大輔・藤田裕樹（バンビーノ）                                   |
| 第41話 | 2013年3月3日        | 2013年3月22日         | アミーゴを救え! アイドルと梶原の恋!?                    | 虎本剛   | 鈴木亜美、中川貴志（ランディーズ）、四条和也・奥田修二（学天即）、森田展義、秋山賢太・山名文和（アキナ）                                               |
| 第42話 | 2013年3月10日       |                       | 沖縄から来た珍客! 愛菜初めてのデート                    | 久馬歩   | 山田親太朗、諸見里大介、野村尚平・河野良祐（プリマ旦那）                                                                                               |
| 第43話 | 2013年3月17日       |                       | 卒業のシーズン到来! 消えた合格通知のナゾ                | 久馬歩   | いっこく堂、三浦マイルド、野村尚平・河野良祐（プリマ旦那）、秋山賢太・山名文和（アキナ）                                                               |
| 第44話 | 2013年3月24日       |                       | 先輩刑事 赤井登場! 〜ふたたび撃て拳銃を〜               | 久馬歩   | 赤井英和、濱家隆一・山内健司（かまいたち）、秋山賢太・山名文和（アキナ）                                                                               |
| 最終話 | 2013年3月31日       |                       | サヨナラはなつき町! 駐在さん 最後の事件!?               | 久馬歩   | 田崎佑一・トキ（藤崎マーケット）、すっちー、松浦真也、佐藤太一郎                                                                                       |

- 2012年7月22日は、『六代桂文枝襲名特別番組　革命児の新たな挑戦』放送のため休止。
- 2012年7月29日は、13時から全国高等学校野球選手権大阪大会決勝戦（大阪桐蔭高等学校×履正社高等学校）の中継が組まれていた関係で、本来この番組が放送される枠で『新婚さんいらっしゃい!』『パネルクイズ アタック25』の2番組を本来より55分前倒しして先行放送したため休止。この2番組はいずれも朝日放送の制作による全国ネット番組だが、この措置を取ったのは朝日放送のみで、テレビ朝日をはじめとする残り23の系列局は通常時間帯で放送された。
- 2012年11月4日は、『JAバンクスポーツスペシャル 第44回全日本大学男子駅伝』（テレビ朝日・メ〜テレ共同制作）放送のため休止。
- 2012年11月18日は、『タケダスポーツスペシャル 第4回横浜国際女子マラソン』（テレビ朝日制作）放送のため休止。
- 2012年12月2日は、『第66回福岡国際マラソン』（テレビ朝日・九州朝日放送共同制作）放送のため休止。
- 2012年12月31日は、『探偵!ナイトスクープ 年忘れファン感謝祭2012』放送のため休止。
- 2013年1月6日は、『報道ステーション SUNDAY 新春スペシャル』（テレビ朝日制作）放送のため休止。

## ネット局

### レギュラー放送
| 放送地域   | 放送局            | 系列           | 放送時間                                 | 放送開始日    | 備考       |
| ---------- | ----------------- | -------------- | ---------------------------------------- | ------------- | ---------- |
| 近畿広域圏 | 朝日放送          | テレビ朝日系列 | 毎週日曜 12:00 - 12:55                   | 2012年4月8日  | 制作局     |
| 関東広域圏 | テレビ朝日        | テレビ朝日系列 | 月1 - 3回 土曜・日曜・月曜の未明帯に放送 | 2012年4月29日 | 遅れネット |
| 熊本県     | 熊本朝日放送      | テレビ朝日系列 | 毎週土曜 12:00 - 12:55                   | 2012年6月23日 | 遅れネット |
| 鹿児島県   | 鹿児島放送        | テレビ朝日系列 | 毎週土曜 10:30 - 11:30                   | 2013年4月20日 | 遅れネット |
| 山形県     | 山形テレビ        | テレビ朝日系列 | 毎週水曜 15:00 - 15:55                   | 2014年4月2日  | 遅れネット |
| 日本全国   | スカイ・A sports+ | CS放送         | こちらを参照                             | 2012年7月10日 | 遅れネット |

### 不定期放送
- 広島ホームテレビ - 2012年5月の土曜16:00 - 17:00。
  - 当初は6月16日・30日の同時刻にも放送される予定で、月刊テレビ雑誌にも記載されていたが、梶原の親族による生活保護受給騒動が報じられた事を受け、別番組[注釈 12]に差し替えられた[注釈 13]。

## その他
- 番組とファミリーマートのコラボで「内場カツ&ノリ弁当」が2012年8月26日から同年9月24日まで関西地区の店舗限定・期間限定で発売されていた[8][9]。「Five up Mart」の店長を演じる内場勝則の監修により開発され、内場の名前にちなんで三元豚のローストンカツと兵庫県産若鶏のチキンカツが入ったノリ弁当となっている。2013年2月17日からは第2弾として「勝則・愛菜の親子カツ丼」「甘辛和風シーチキンマヨおむすび」「はちみつまきまきロール」を関西地区の店舗限定・期間限定で発売された[10]。